# Palpomyia globulifera
Palpomyia globulifera är en tvåvingeart som beskrevs av Remm 1971. Palpomyia globulifera ingår i släktet Palpomyia och familjen svidknott. Inga underarter finns listade i Catalogue of Life.